# Comment réussir dans les affaires sans vraiment essayer
Pour la comédie musicale, voir How to Succeed in Business Without Really Trying (comédie musicale).
Pour plus de détails, voir Fiche technique et Distribution.
Comment réussir dans les affaires sans vraiment essayer (titre original : How to Succeed in Business Without Really Trying) est un film musical américain réalisé par David Swift, sorti en 1967.
Il s'agit d'une adaptation de la comédie musicale du même nom, elle-même adaptée du livre de Shepherd Mead (en).

## Fiche technique
- Titre français : Comment réussir dans les affaires sans vraiment essayer[1]
- Titre original : How to Succeed in Business Without Really Trying
- Réalisation : David Swift
- Scénario : David Swift d'après le livret de Abe Burrows, Jack Weinstock et Willie Gilbert, inspiré du livre de Shepherd Mead (en)
- Photographie : Burnett Guffey
- Montage : Allan Jacobs, Ralph E. Winters
- Musique : Nelson Riddle
- Société de production : Mirisch Corporation
- Société de distribution : United Artists
- Lieu de tournage : New York
- Genre : Comédie musicale, comédie satirique
- Durée : 121 minutes
- Dates de sortie : 
  - États-Unis : 9 mars 1967
  - France : 28 juin 1968[1]

## Distribution
- Robert Morse : J. Pierpont Finch
- Michele Lee : Rosemary Pilkington
- Rudy Vallee : Jasper B. Biggley
- Anthony 'Scooter' Teague : Bud Frump
- Maureen Arthur : Hedy LaRue
- John Myhers : Bert O. Bratt
- Carol Worthington : Lucille Krumholtz
- Kay Reynolds : Mlle Smith (Smitty)
- Ruth Kobart : Mlle Jones
- Sammy Smith : Twimble - Wally Womper
- Jeff DeBenning : Gatch
- Janice Carroll : Brenda
- Robert Q. Lewis : Tackaberry
- Paul Hartman : Toynbee
- Dan Tobin : Johnson
- Patrick O'Moore : Interlocuteur des médias no 1
- Murray Matheson : Benjamin Ovington

## Récompenses et distinctions
- La comédie musicale avait été récompensée par le Tony Award de la meilleure comédie musicale
- Le film issu de la comédie musicale a été Nommé aux Laurel Awards et aux Writers Guild of America